# Angel of Harlem
"Angel of Harlem" é uma canção da banda irlandesa U2. É a décima faixa e segundo single do álbum Rattle and Hum, sendo lançada como em 1 de dezembro de 1988. A canção chegou na posição #9 no UK Singles Chart (Reino Unido), #8 no "Dutch Top 40" (Países Baixos), e #14 lugar na Billboard Hot 100, nos Estados Unidos, além da primeira posição na Mainstream Rock Tracks.

## Faixas
| N.º | Título                           | Duração |  |
| 1.  | "Angel of Harlem"                | 3:37    |  |
| 2.  | "A Room at the Heartbreak Hotel" | 5:29    |  |

## Paradas musicais
| País/Parada (1988–89)                          | Melhor posição |
| ---------------------------------------------- | -------------- |
| Austrália (ARIA)                               | 18             |
| Bélgica (Ultratop 50 de Flandres)              | 23             |
| Canadá (RPM)                                   | 1              |
| Europa (Eurochart Hot 100)                     | 26             |
| Finlândia (Suomen virallinen lista)            | 19             |
| Irlanda (IRMA)                                 | 3              |
| Itália (Musica e Dischi)                       | 7              |
| Países Baixos (Dutch Top 40)                   | 8              |
| Países Baixos (Single Top 100)                 | 10             |
| Nova Zelândia (Recorded Music NZ)              | 1              |
| Espanha (AFYVE)                                | 11             |
| Suíça (Schweizer Hitparade)                    | 25             |
| Reino Unido (UK Singles Chart)                 | 9              |
| Estados Unidos (Billboard Hot 100)             | 14             |
| Estados Unidos (Billboard Adult Contemporary)  | 38             |
| Estados Unidos (Billboard Alternative Airplay) | 3              |
| Estados Unidos (Billboard Mainstream Rock)     | 1              |
| Alemanha Ocidental (Official German Charts)    | 31             |
| País/Parada (2016)                             | Melhor posição |
| Polónia (Polish Airplay Top 100)               | 100            |

| País/Parada (1989)                | Melhor posição |
| --------------------------------- | -------------- |
| Canadá Top Singles (RPM)          | 24             |
| Nova Zelândia (Recorded Music NZ) | 23             |